# Tang (Familienname)
Tang (aus dem Chinesischen) ist die auf Pinyin beruhende Umschrift in lateinische Zeichen verschiedener chinesischer Familiennamen.

## Varianten
- 唐,  Táng
- 棠,  Táng
- 湯 / 汤,  Tāng
- 鄧 / 邓, entspricht dem hochchinesischen Deng (Familienname), aber in kantonesischer Aussprache auch Tang

## Namensträger

### Herrscher
- Cheng Tang († 1742 v. Chr.), chinesischer König, Gründer der Shang-Dynastie
- Tang Gaozong (628–683), chinesischer Kaiser der Tang-Dynastie
- Tang Xuanzong (Li Longji) (685–762), chinesischer Kaiser
- Tang Zhaozong (867–904), chinesischer Kaiser der Tang-Dynastie

### Sortierung nach Familienname
- Tang Baiqiao (* 1967), chinesischer Dissident
- Tang Bin (* 1986), chinesische Ruderin
- Tang Chen, hongkong-chinesische Schauspielerin
- Tang Chih-chun (* 2001), taiwanischer Bogenschütze
- Tang Chun Man (* 1995), Badmintonspieler aus Hongkong
- Tang Chunyu (* 1979), chinesische Badmintonspielerin
- Tang Dan (* 1975), chinesische Filmregisseurin
- Tang Enbo (1899–1954), chinesischer Militär
- Tang Fei (* 1932), taiwanischer Politiker
- Tang Fei (Autorin) (* 1983), chinesische Schriftstellerin
- Tang Fu-Shun (* 1941), taiwanischer Tennisspieler
- Tang Gaozu (566–635), Gründer der chinesischen Tang-Dynastie
- Tang Gonghong (* 1979), chinesische Gewichtheberin
- Tang Haochen (* 1994), chinesische Tennisspielerin
- Tang Hongbo (* 1975), chinesischer Raumfahrer
- Tang Hon Sing (* 1977), chinesischer Hürdenläufer (Hongkong)
- Tang Jialin (* 1991), chinesische Biathletin und Skilangläuferin
- Tang Jiaxuan (* 1938), chinesischer Politiker und Außenminister
- Tang Jingsong (1841–1903), chinesischer General und Staatsmann
- Tang Jinhua (* 1992), chinesische Badmintonspielerin
- Tang Jinle (* 1989), chinesischer Skilangläufer
- Tang Jitian (* 1969), chinesischer Menschenrechtsanwalt
- Tang Jiuhong (* 1969), chinesische Badmintonspielerin
- Tang Kam Man (* 1955), chinesischer Radrennfahrer
- Tang Kwok Cheung (* 1965), Kanute aus Hongkong
- Tang Lin (Tang-Dynastie) (唐臨 / 唐临; ca. 600 – 659), chinesischer Autor
- Tang Lin (Judoka) (唐琳; * 1976), chinesischer Judoka
- Tang Lingsheng (* 1971), chinesischer Gewichtheber
- Tang Lok-yin, chinesische Komponistin
- Tang Mengni (* 1994), chinesische Synchronschwimmerin
- Tang Ming-Hong (* 1993), Squashspieler aus Hongkong
- Tang Muhai (* 1949), chinesischer Komponist und Dirigent
- Tang Peng (* 1981), Tischtennisspieler aus Hongkong
- Tang Pui Kwan (* 1999), chinesische Sprinterin (Hongkong)
- Tang Qianhui (* 2000), chinesische Tennisspielerin
- Tang Qianting (* 2004), chinesische Schwimmerin
- Tang Renjian (* 1962), chinesischer Politiker
- Tang Sheng (* 2000), chinesischer Tennisspieler
- Tang Shengjie (* 1989), chinesischer Raumfahrer
- Tang Sulan (* 1965), chinesische Lyrikerin, Schriftstellerin und Kinderbuchautorin
- Tang Suzong (711–762), chinesischer Kaiser
- Tang Taizong (599–649), chinesischer Kaiser
- Tang Wei (* 1979), chinesische Schauspielerin
- Tang Wei-tsu (* 1964), taiwanischer Skirennläufer
- Tang Weifang (* 1978), chinesische Gewichtheberin
- Tang Xianhu (* 1942), chinesischer Badmintonspieler
- Tang Xianzu (1550–1616), chinesischer Staatsbeamter, Bühnenautor und Dichter
- Tang Xiaodan (1910–2012), chinesischer Regisseur
- Tang Xiaoyan (1932–2025), chinesische Umweltwissenschaftlerin
- Tang Xiaoyin (* 1985), chinesische Leichtathletin
- Tang Xijing (* 2003), chinesische Kunstturnerin
- Tang Xin (* 2001), chinesische Radrennfahrerin
- Tang Xingqiang (* 1995), chinesischer Sprinter
- Tang Xuehua (* 1955), chinesischer Badmintontrainer
- Tang Xuezhong (* 1969), chinesischer Radrennfahrer
- Tang Yan (Tennisspielerin) (* 1979), chinesische Tennisspielerin
- Tang Yan (湯嬿 / 汤嬿,  Tāng Yàn; * 28. August 1983 in Xuzhou), chinesische Schauspielerin
- Tang Yan (* 1983), chinesische Schauspielerin, auch bekannt als Tiffany Tang
- Tang Yi (* 1993), chinesische Schwimmerin
- Tang Yijun (* 1961), chinesischer Politiker
- Tang Yik Chun (* 1986), hongkong-chinesischer Sprinter
- Tang Yongshu (später Tang Hetian; * 1975), australisch-chinesische Badmintonspielerin
- Tang Yuanting (* 1994), chinesische Badmintonspielerin
- Tang Yulin (1877–1937), chinesischer Warlord
- Tang Yuqin (* 1963), chinesische Skilangläuferin
- Tang Zhen (1630–1704), chinesischer Philosoph und Schriftsteller

### Sortierung nach Vorname
- Achim Tang (* 1958), deutscher Bassist und Komponist
- Audrey Tang (* 1981), taiwanische Programmiererin
- Calcy Tang (* 2004), taiwanisch-amerikanischer Skirennläufer
- Chen Tang (* 1988), chinesischer Schauspieler
- Ching W. Tang (* 1947), sinoamerikanischer Chemiker
- Chung L. Tang (1934–2022), US-amerikanischer Physiker
- Daniel Tang (* 1992), chinesischer Pokerspieler
- Daren Tang (* 1962), singapurer Funktionär
- Donald Tang (* 1963), chinesisch-US-amerikanischer Chemieingenieur und Manager
- Ignacio Milam Tang (* 1940), äquatorialguineischer Politiker
- Man-Chung Tang (* 1938), chinesisch-US-amerikanischer Brückenbauingenieur
- Minh-di Tang, französische Botschafterin
- Paul Tang (* 1967), niederländischer Politiker (PvdA)
- Stephy Tang (* 1983), chinesische Sängerin und Schauspielerin
- Wang Yip Tang (* 1984), chinesischer Radrennfahrer
- Xana Tang (* 1993), chinesisch-vietnamesische Schauspielerin
- Yeping Tang (* 1969), US-amerikanische Badmintonspielerin chinesischer Herkunft